# Marko Jagodić-Kuridža
Marko Jagodić-Kuridža (in serbo Марко Јагодић-Куриџа?; Zara, 15 maggio 1987) è un cestista serbo.

## Carriera
Con la Serbia ha disputato i Campionati europei del 2022.

## Statistiche

### Eurolega
| Anno      | Squadra      | PG | PT | MP   | TC%  | 3P%  | TL%  | RP  | AP  | PRP | SP  | PP  |
| --------- | ------------ | -- | -- | ---- | ---- | ---- | ---- | --- | --- | --- | --- | --- |
| 2019-2020 | Stella Rossa | 8  | 3  | 17,4 | 40,6 | 12,5 | 50,0 | 2,9 | 1,0 | 0,0 | 0,8 | 3,9 |
| 2020-2021 | Stella Rossa | 34 | 14 | 18,7 | 37,4 | 35,1 | 77,5 | 2,9 | 1,1 | 0,4 | 0,1 | 4,4 |
| Carriera  | Carriera     | 42 | 17 | 18,5 | 38,0 | 31,1 | 72,9 | 2,9 | 1,1 | 0,3 | 0,2 | 4,3 |

## Palmarès

### Squadra
- Campionato croato: 1

Cibona Zagabria: 2012-13
- Campionato ceco: 1

ČEZ Nymburk: 2015-16
- Campionato belga: 2

Ostenda: 2016-17, 2017-18
- Campionato sloveno: 1

Primorska: 2018-19
- Campionato serbo: 1

Stella Rossa: 2020-21
- Coppa di Croazia: 1

Cibona Zagabria: 2013
- Coppa del Belgio: 2

Ostenda: 2017, 2018
- Coppa di Serbia: 1

Stella Rossa: 2021
- Coppa del Montenegro: 1

Budućnost: 2022
- Supercoppa slovena: 1

Primorska: 2019
- Lega Adriatica: 2

Cibona Zagabria: 2013-14
Stella Rossa: 2020-21

### Individuale
- MVP finals ABA 2 Liga: 1

Primorska: 2018-2019
- MVP Coppa di Serbia: 1

Stella Rossa: 2021